# Caspar Tieffenbrucker

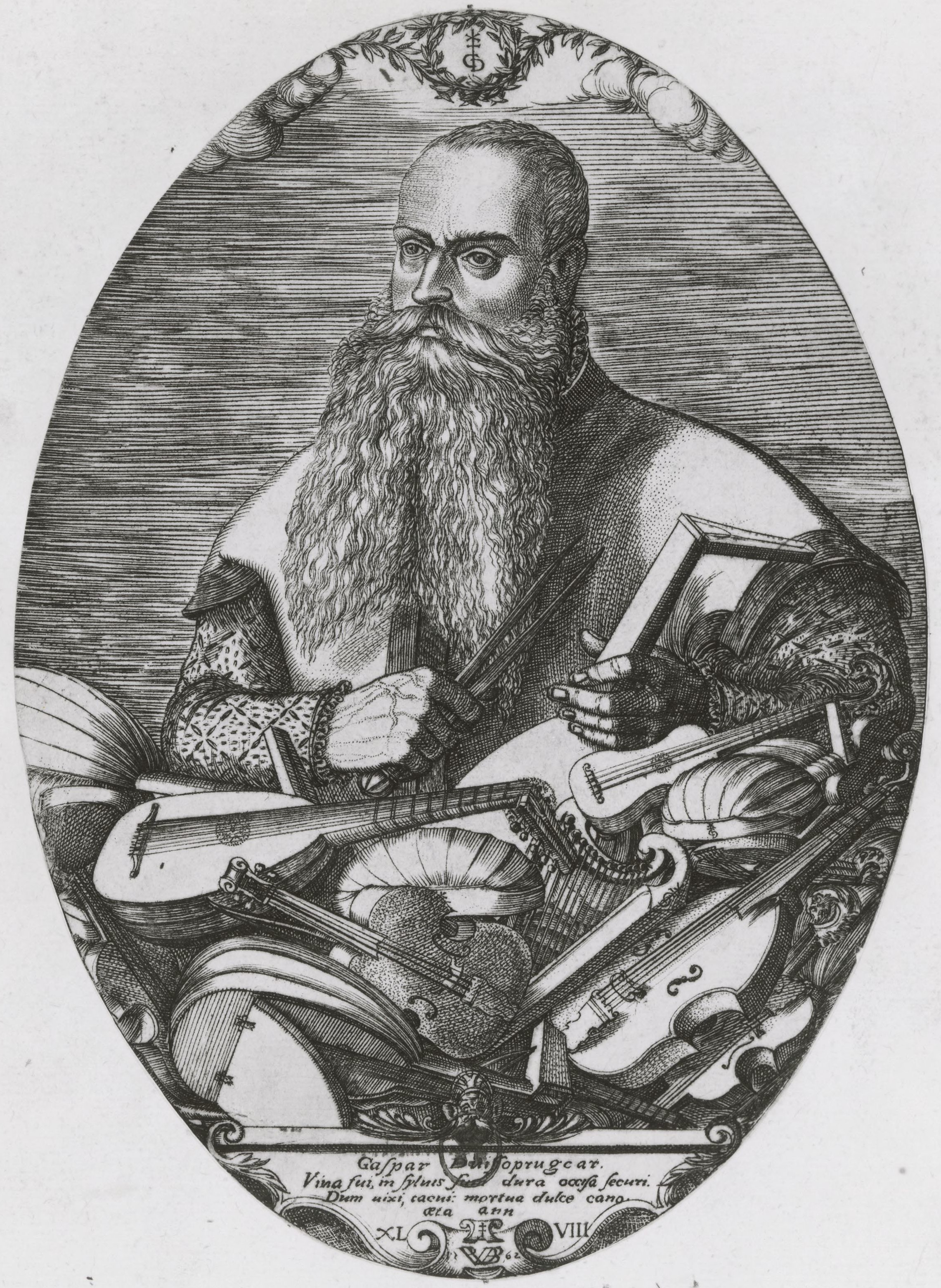
Gasparo Duiffopruggar – Stich nach einem Gemälde von 1548 von Pierre Woeiriot de Bouzey (1532–1599)

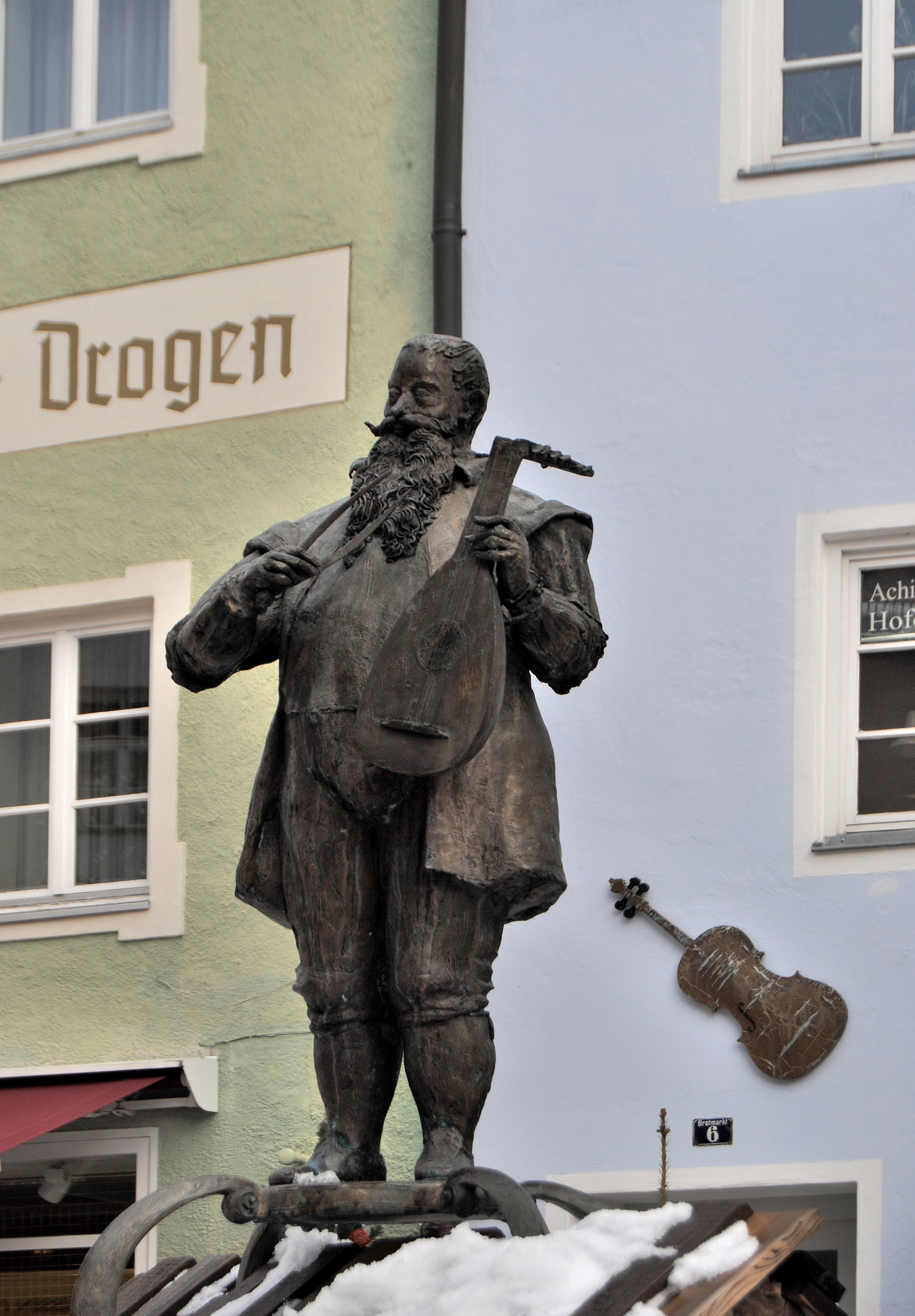
Statue von Tieffenbrucker auf dem Lautenmacherbrunnen in Füssen

Caspar Tieffenbrucker (* um 1514 bei Füssen; † 16. Dezember 1571 in Lyon) gilt als einer der bedeutendsten Lauten- und Geigenbauer seiner Zeit. Sein Familienname wurde auch Tiefenbrugger, Tiefenbrucker, Teufenbrugger, Tuiffenbrugger, Deuffenbrugger, Dieffopruchar, Dieffoprughar, Duyfautbrocard, Duiffopruggar, Duiffoprugcar, Dubrocard, Dieffoprukhar, Diafopruchar, Thiphobrucar, Fraburgadi geschrieben, sein Vorname auch Kaspar, Gaspar, Gasparo. Er wirkte in Füssen, Lyon, Bologna und Roßhaupten.

## Leben
Caspar Tieffenbrucker stammte aus einer bekannten Instrumentenbauerfamilie. Ab 1539 verbrachte er Gesellenjahre in Italien, vermutlich bei einem Verwandten, bevor er 1544 nach Füssen zurückkehrte und im April des gleichen Jahres durch Heirat das Bürgerrecht erlangte. Ab November 1553 ist er in Lyon urkundlich nachweisbar, wo er die meiste Zeit seines Lebens verbrachte. Tieffenbrucker gilt als der Begründer der französischen Lautenbauschule und war wohl auch einer der ersten Geigenbauer, der dort die Violine in der heute gebräuchlichen Form herstellte. 1558 erhielt er das Lyoner Bürgerrecht.
Geigen von Caspar Tieffenbrucker sind heute selten anzutreffen, die meisten bekannten Instrumente gelten als Nachbauten Jean-Baptiste Vuillaumes aus dem 19. Jahrhundert. Sein Sohn Caspar II. Tieffenbrucker (vor 1570–nach 1582) wirkte ab dem Tod des Vaters als Lauten- und Geigenbauer in Paris, zuletzt in der rue Pot-de-Fer.
Caspar Tieffenbrucker war u. a. Lehrer von Johann Helmer, Lauten- und Geigenmacher in Leipzig.